# Пловдивска мъжка гимназия
Вижте пояснителната страница за други значения на Св. св. Кирил и Методий.
Хуманитарна гимназия „Св. св. Кирил и Методий“ е гимназиално училище в Пловдив, носещо името на славянските просветители Кирил и Методий. Старото име на училището е Пловдивска мъжка гимназия. Гимназията се намира на площад „11 май“.

## История
Пловдивското училище е създадено през 1850 година от българската община в града, като за неговата издръжка са предвидени лихвите от събрани от гражданите средства. Сградата за училището е дарена от Стоян Чалъков, а негов пръв главен учител става Найден Геров. Училището започва първия учебен ден през октомври със 7 ученици. Впоследствие се събират 30, а в крайна сметка завършват 70 души – предимно мъже от различни краища на българските земи.
Училището е първото в света, което носи името „Св. св. Кирил и Методий“ и дава през 1851 г. на цялата славянска общност най-вдъхновения, най-българския празник – 24 май, Деня на славянските първоучители.
След началото на Кримската война Найден Геров, който е руски поданик, трябва да напусне страната и мястото му е заето от брат му Константин Геров, а през 1856 година – от Йоаким Груев, който приема поста, убеден от своя някогашен учител Найден Геров.
През 1868 г. на училището е признат статут на гимназия. За кратко време се превръща в солидно училище от европейски тип, каквото е и до днес. През същата година училището се сдобива с нова сграда, известна като Жълтото училище в Стария град.
Възрожденската история на страната се преплита с тази на пловдивската гимназия „Св. св. Кирил и Методий“. От класните стаи на училището тръгват към науката, историята, културата и обществения живот много видни българи. Сред тях са Васил Иванов Кунчев (Левски), Иван Вазов, Пенчо Славейков, Любен Каравелов, Тодор Каблешков, Димчо Дебелянов, проф. Асен Златаров, Панайот Пипков, Борис Дякович.
Сред учителите се отличават Йоаким Груев, Христо Г. Данов, Димитър Благоев, Петър Зографски, Златю Бояджиев, Светослав Обретенов, Иван Мърквичка и много други. Спомоществовател и дарител на училището преди Освобождението от 1878 г. е възрожденецът Душо Хаджидеков.
На 20 октомври 1885 г. княз Александър I Батенберг присъства на откриването на новата сграда на гимназията, построена от арх. Пиетро Монтани. Оттогава училището започва да носи името Държавна мъжка гимназия „Княз Александър I“. В този период училището дава на България шестима министър-председатели – учителите Петко Каравелов и Андрей Тошев, възпитаниците на гимназията Константин Стоилов, Иван Евстратиев Гешов, Богдан Филов, Пейо Яворов, Андрей Ляпчев и Георги Кьосеиванов, гордее се и Цанко Церковски, Людмил Стоянов, Михаил Маджаров, маестро Георги Атанасов, Димитър Страшимиров, проф. Асен Златаров, Панайот Пипков, Георги Бакалов, акад. Любомир Чакалов, акад. Боян Петканчин.
В голям период от историята училището е известно като Пловдивската мъжка гимназия. През втората половина на ХХ в. гимназията носи името на Димитър Благоев, работил в гимназията от октомври 1894 до октомври 1897 г.
От 1996 г. е възстановено оригиналното име на най-старата гимназия и училището се нарича Хуманитарна гимназия „Св. св. Кирил и Методий“. 1998 година по време на ремонт на покрива възниква пожар, който поврежда част от актовата зала и унищожава част от стенописите.

## Директори
- 1850 – 1853: Найден Геров
- 1853 – 1856: Константин Геров
- 1856 – 1868: Йоаким Груев
- 1878 – 1884: Григор Караджов[3]
- 1884 – 1885: Минко Т. Бракалов
- 1885 – 1890: Димитър Агура, Иван Мавров, Георги Разлогов, Серафим Барутчийски и др.[4]
- 1890 – 1894: Райчо Каролев